# Re d'Italia
Re d'Italia byla pancéřová šroubová fregata I. stupně italského královského námořnictva. Její sesterskou lodí byla fregata Re di Portogallo. Obě lodi postavila americká loděnice W. H. Webb v New Yorku.
Pod velením kapitána 1. třídy Faà di Bruno byla nasazena při ostřelování ostrova Vis ve dnech 18.–19. června 1866 a bojovala i v následné bitvě s rakouskou eskadrou. Zde ji taranovala a potopila rakouská pancéřová fregata SMS Erzherzog Ferdinand Max. Při potopení lodi zemřeli Faà di Bruno a 381 členů posádky.